# Awu
O monte Awu é um estratovulcão em forma de pirâmide no promontório setentrional da ilha Sangir, na Indonésia.

## Erupções
Foram confirmadas erupções em 16 de agosto de 2004, 7 de abril de 1992, 12 de agosto de 1966, dezembro de 1930, 20 de junho de 1922, fevereiro de 1921, 14 de março de 1913, 1893, 7 de junho de 1892, 18 de agosto de 1885, 25 de agosto de 1883, agosto de 1875 e 2 de março de 1856.